# Inandurwe
Inandurwe är ett periodiskt vattendrag i Burundi. Det ligger i den centrala delen av landet, 80 kilometer sydost om huvudstaden Bujumbura.
Omgivningarna runt Inandurwe är en mosaik av jordbruksmark och naturlig växtlighet. Runt Inandurwe är det ganska tätbefolkat, med 111 invånare per kvadratkilometer.